# Béchar
Béchar (in arabo: ولاية بشاد) è una città dell'Algeria, capoluogo dell'omonima provincia.